# Sunday Island (ö i Australien, Western Australia, lat -21,70, long 114,42)
Sunday Island är en ö i Australien. Den ligger i delstaten Western Australia, omkring 1 100 kilometer norr om delstatshuvudstaden Perth. Arean är 0,18 kvadratkilometer.